# Padru
Padru is een gemeente in de Italiaanse provincie Olbia-Tempio (regio Sardinië) en telt 2107 inwoners (31-12-2004). De oppervlakte bedraagt 130,2 km², de bevolkingsdichtheid is 16 inwoners per km².
De volgende frazioni maken deel uit van de gemeente: Sozza, Cuzzola, Sa Serra, Pedra Bianca, Biasì, Tirialzu, Ludurru, Sos Runcos, Sas Enas.

## Demografie
Padru telt ongeveer 754 huishoudens. Het aantal inwoners daalde in de periode 1991-2001 met 1,5% volgens cijfers uit de tienjaarlijkse volkstellingen van ISTAT.
| Jaar | Inwoneraantal |
| ---- | ------------- |
| 1991 | 2142          |
| 2001 | 2109          |

## Geografie
Padru grenst aan de volgende gemeenten: Alà dei Sardi, Loiri Porto San Paolo, Olbia, San Teodoro (OT), Torpè (NU), Lodè (NU), Bitti (NU).
Aggius · Aglientu · Alà dei Sardi · Arzachena · Badesi · Berchidda · Bortigiadas · Buddusò · Budoni · Calangianus · Golfo Aranci · La Maddalena · Loiri Porto San Paolo · Luogosanto · Luras · Monti · Olbia · Oschiri · Padru · Palau · San Teodoro · Sant'Antonio di Gallura · Santa Teresa Gallura · Telti · Tempio Pausania · Trinità d'Agultu e Vignola
1. ↑  https://demo.istat.it/?l=it.